# Солигаличский 322-й пехотный полк
322-й пехотный Солигаличский полк — пехотная воинская часть Русской императорской армии второй очереди. Сформирован для участия в Первой мировой войне.

## История
18 июля 1914 года от 182-го пехотного Гроховского полка, расквартированного в Рыбинске, отделили кадр в составе 19 офицеров и 280 нижних чинов на формирование второочередного 322-го пехотного Солигаличского полка 81-й пехотной дивизии.
Сначала полк в составе дивизии оборонял крепость Ивангород, а затем участвовал в осаде австрийской крепости Перемышль.
27 октября 1916 г. полк выдержал массированную огнеметную атаку у Скробовского ручья.
В октябре 1916 года немцы после массированной артподготовки нанесли удар у деревни Скроботово на Барановичском направлении, причём остриё удара пришлось на позиции Солигаличского полка. Несмотря на упорную оборону русских, немцам удалось захватить первую линию окопов. Далее до окончания боевых действий полк участвовал в обороне Сморгони.
5 декабря 1917 года в местечке Солы представители 2-й, 3-й и 10-й армий заключили 2-месячное перемирие с немцами, причем делегацию возглавлял рядовой 322-го Солигаличского полка большевик С. Е. Щукин, член ВРК Западного фронта.

## Командиры полка
- полковник Ивановский, Василий Ефимович

## Знамя
- Знамя образца 1880 года, пожалованное 4 апреля 1880 года 81-му резервному пехотному батальону (кадровому)[2]. Медальоны красные, шитье золотое. Навершие образца 1857 (армейское). Древко жёлтое. До 1914 года хранилось в 4-м батальоне 183-го пехотного Пултуского полка.